# Spathius carinus
Spathius carinus är en stekelart som beskrevs av Nixon 1943. Spathius carinus ingår i släktet Spathius och familjen bracksteklar. Inga underarter finns listade i Catalogue of Life.